# Oprișeni, Adâncata
Oprișeni (denumire populară Panțiri, în ucraineană Опришени, transliterat: Oprîșenî, în rusă Опришены, transliterat: Oprișenî și în germană Oprischeny) este un sat reședință de comună în raionul Adâncata din regiunea Cernăuți (Ucraina). Are 2,408 locuitori, preponderent români.
Satul este situat în partea de centru a raionului Adâncata, la o distanță de 38 km de orașul Cernăuți. De această comună depinde administrativ satul Slobozia-Berlinți.
În perioada 1946-1995 localitatea a purtat denumirea ucraineană Dubivka ce înseamnă - Stejăreni (în ucraineană Дубівка).

## Istorie
Localitatea Oprișeni a făcut parte încă de la înființare din regiunea istorică Bucovina a Principatului Moldovei. Prima atestare documentară a satului are loc într-un document din 17 martie 1418 al domnitorului Alexandru cel Bun (1400-1432). 
În anul 1490 este menționată biserica din satul Oprișeni. Teritoriul satului este donat în 1503 Mănăstirii Moldovița printr-un hrisov al voievodului Ștefan cel Mare. În anul 1772, ca urmare a luptelor purtate pe teritoriul satului de turci și ruși, aproape toți locuitorii se refugiază.
În ianuarie 1775, ca urmare a atitudinii de neutralitate pe care a avut-o în timpul conflictului militar dintre Turcia și Rusia (1768-1774), Imperiul Habsburgic (Austria de astăzi) a primit o parte din teritoriul Moldovei, teritoriu cunoscut sub denumirea de Bucovina. După anexarea Bucovinei de către Imperiul Habsburgic în anul 1775, localitatea Oprișeni a făcut parte din Ducatul Bucovinei, guvernat de către austrieci, făcând parte din districtul Siret (în germană Sereth). 
În anul 1866, a avut loc în sat o epidemie de holeră. Prima școală din sat datează din 1886. În anul 1910, este construită actuala biserică. 
După Unirea Bucovinei cu România la 28 noiembrie 1918, satul Oprișeni a făcut parte din componența României, în Plasa Siretului a județului Rădăuți. Pe atunci, majoritatea populației era formată din români. În anul 1923 este construită o nouă clădire diin cărămidă a școlii, având două etaje. 
Ca urmare a Pactului Ribbentrop-Molotov (1939), Bucovina de Nord a fost anexată de către URSS la 28 iunie 1940. Bucovina de Nord a reintrat în componența României în perioada 1941-1944, fiind reocupată de către URSS în anul 1944 și integrată în componența RSS Ucrainene. În anul 1946, autoritățile sovietice au schimbat denumirea satului în cea de Dubivka. 
Trecut prin perioada de foamete din anii 1946-1947, satul este electrificat în anul 1961. În sat a fost construite o casă de cultură (1974), o nouă clădire a școlii (1976), un complex modern de creștere a animalelor (1980). 
Începând din anul 1991, satul Oprișeni face parte din raionul Adâncata al regiunii Cernăuți din cadrul Ucrainei independente. La recensământul din 1989, numărul locuitorilor care s-au declarat români plus moldoveni era de 2.060 (2.037+23), reprezentând 97,45% din populația localității . 
Prin Decizia nr. 133 din 2 martie 1995, Rada Supremă a Ucrainei a schimbat denumirea satului din cea de Dubivka în cea purtată anterior de Oprișeni . În anul 2003 a fost înființat în sat Muzeul de Arheologie și Etnografie "Maximilian Hacman". În prezent, satul are 2.408 locuitori, preponderent români.

## Economie
Satul are mai multe întreprinderi agricole, întreprinderi private și unități comerciale, precum și școli de meserii și o școală generală medie (de nivel I-III).

## Administrație
În martie 2013 consiliul satului Oprișeni a obținut o decizie prin care s-a acordat limbii române statut de limbă regională.

## Demografie
Componența lingvistică a localității Oprișeni
     Română (95,51%)
     Ucraineană (4,07%)
     Alte limbi (0,41%)
Conform recensământului din 2001, majoritatea populației localității Oprișeni era vorbitoare de română (95,51%), existând în minoritate și vorbitori de ucraineană (4,07%).
1930: 1.801 (recensământ) 
1989: 2.114 (recensământ)
2007: 2.408 (estimare)
Comunitățile religioase din Oprișeni cuprind o parohie a Bisericii Ortodoxă Ucraineană subordonată Patriarhiei moscovite  și o mare adunare de creștini evanghelici-penticostali.

## Recensământul din 1930
Componența etnică a comunei Oprișeni (județul Rădăuți)
     Români (88,61%)
     Germani (1,28%)
     Polonezi (7,61%)
     Ruteni (1%)
     Altă etnie (1,5%)
Componența confesională a comunei Oprișeni
     Ortodocși (88%)
     Baptiști (1,83%)
     Romano-catolici (8,78%)
     Altă religie (1,39%)
Conform recensământului efectuat în 1930, populația comunei Oprișeni se ridica la 1800 locuitori. Majoritatea locuitorilor erau români (88,61%), cu o minoritate de germani (1,28%), una de ruteni (1,0%) și una de polonezi (7,61%). Alte persoane s-au declarat: evrei (15 persoane), [ruși]] (11 persoane) și cehi/slovaci (1 persoană). Din punct de vedere confesional, majoritatea locuitorilor erau ortodocși (88,0%), dar existau și baptiști (1,83%) și romano-catolici (8,78%). Alte persoane au declarat: greco-catolici (10 persoane) și mozaici (15 persoane).

## Personalități
- Maximilian Hacman (1877-1961) - avocat, istoric și om de știință român, rector al Universității din Cernăuți (1921-1922), originar din sat

Conferința științifică Nicolae Bilețchi - 75 ani
- Nicolae Bilețchi, 12 martie 1937 - doctor habilitat în filologie, profesor universitar, membru corespondent al AȘM.

## Obiective turistice
- Muzeul de Arheologie și Etnografie "Maximilian Hacman" din Oprișeni - înființat în anul 2003, în clădirea veche a casei parohiale. Muzeul cuprinde exponate privind istoria satului, începând din paleolitic și până în prezent.
- Monumentul soldaților grăniceri căzuți în cel de-al doilea război mondial (1941-1945) - construit în anul 1970, la intrarea în sat
- Monumentul eroilor căzuți pe front în cele două războaie mondiale și a victimelor represiunii în masă - construit în anul 1991, în curtea bisericii
- Biserica Maicii Domnului - construită în anul 1910
- Casa de rugaciune a Creștinilor evangelici penticostali, - moderna